# Стерлін Олександр Еммануїлович
Олександр Еммануїлович Стерлін (1899—1982) — радянський авіаконструктор, фахівець в області аеродинаміки. Лауреат Ленінської премії.

## Біографія
Народився в 1899 році в Конотопі (нині Сумська область, Україна). Закінчив Академію Військово-повітряного флоту імені Н. Е. Жуковського (1928).
У 1919—1923 роках учасник Громадянської війни, військовий комісар ряду полків. У 1923—1925 роках начальник політвідділу 23-ї Харківської дивізії.
З 1928 року працював в аеродинамічному відділі ЦАГІ: інженер, старший інженер, начальник секції, заступник начальника секції, заступник начальника відділу, з 1934 року начальник експериментального аеродинамічного відділу. Брав участь у проектуванні літаків ТБ-3, АНТ-9, АНТ-14, АНТ-20 «Максим Горький», СБ, АНТ-25 «Рекорд дальності», ТБ-7, АНТ-44.
У 1938 році заарештований, Працював в ЦКБ-29 НКВД по літаках «100» (Пе-2) і «103» (Ту-2). У 1941 році звільнений.
У 1938—1971 роках помічник А. Н. Туполєва по аеродинамічній механіці літаків починаючи з Ту-2, був керівником відділу аеродинаміки ОКБ Туполєва.
З 1971 року на пенсії продовжував працювати консультантом ОКБ.
Доктор технічних наук (1947, за сукупністю наукових робіт з аеродинаміки).

## Нагороди та премії
- два ордена Леніна
- орден Червоного Прапора
- орден Вітчизняної війни I ступеня (8.8.1947)
- орден Вітчизняної війни II ступеня
- орден Трудового Червоного Прапора
- орден Червоної Зірки
- медалі:
  - Ленінська премія — за участь у створенні першого вітчизняного реактивного пасажирського літака Ту-104.
  - Сталінська премія першого ступеня (1952) — за роботу у літакобудуванні